# Brian Christopher
Brian Christopher Lawler (10. ledna 1972 Memphis – 29. července 2018 Bolivar) byl americký profesionální wrestler.
Ve své kariéře se nejvíce proslavil působením ve společnosti World Wrestling Federation (nyní WWE), kde vystupoval pod přezdívkami „Too Sexy“ Brian Christopher a Grand Master Sexay. Společně s wrestlerem Scotty 2 Hotty získal titul WWF Tag Team Championship. V rámci organizace United States Wrestling Association, získal 44 titulů. Organizace léta spoluvlastnil jeho otec a profesionální wrestler Jerry Lawler.

## Osobní život, problémy se zákonem a smrt
V únoru 2009 byl zatčen za výtržnictví. V červnu téhož roku byl před třetí hodinou ranní zatčen za opilost na veřejnosti. Vykonal třicetidenní pobyt ve věznici, avšak do léčebny pro závislé nenastoupil.
V červenci 2018 byl opět uvězněn za řízení pod vlivem alkoholu a za ujíždění policii. Dne 29. července 2018 byl brzy ráno nalezen oběšený v cele ve věznici Hardeman County, avšak stále byl naživu. Do nemocnice se za ním přijel podívat jeho otec Jerry Lawler. Nebylo možné jej zachránit, a proto byl ve stejný den odpojen od životních funkcí.

## Úspěchy
- Hoosier Pro Wrestling
  - HPW Tag Team Championship (1x)
- Lethal Attitude Wrestling
  - LAW Heavyweight Championship (1x)
- Memphis Superstars of Wrestling
  - MSW Junior Heavyweight Championship (1x)
- Memphis Wrestling
  - Memphis Wrestling Southern Heavyweight Championship (1x)
  - Memphis Wrestling Television Championship (1x)
- Memphis Wrestling Hall of Fame
  - Class of 2022
- National Wrestling Alliance
  - NWA North American Tag Team Championship (1x)
- NWA New South
  - New South Heavyweight Championship (1x)
- Powerhouse Championship Wrestling
  - PCW Light Heavyweight Championship (1x)
- Power Pro Wrestling
  - PPW Television Championship (1x)
- Pro Wrestling Illustrated
  - Ranked No. 367 of the 500 best singles wrestlers of the "PWI Years" in 2003
- Ultimate Christian Wrestling
  - UCW Tag Team Championship (1x)
- United States Wrestling Association
  - USWA Heavyweight Championship (26x)
  - USWA Junior Heavyweight Championship (1x)
  - USWA Southern Heavyweight Championship (8x)
  - USWA Texas Heavyweight Championship (1x)
  - USWA World Tag Team Championship (6x)
  - GWF Light Heavyweight Championship (2x)
- World Wrestling Federation
  - WWF Tag Team Championship (1x)